# MTV2 Headbangers Ball: The Revenge
MTV2 Headbangers Ball: The Revenge – podwójny album kompilacyjny muzyki metalowej wydany w związku z programem MTV2 Headbanger's Ball. Płyty CD zawierają 38, trwa ponad 2,5 godziny. Na albumie znajdują się utwory studyjne, z koncertów oraz nigdy dotąd nie wydane.

## Lista utworów w wersji amerykańskiej
Płyta 1:
1. Slipknot - „Before I Forget” – 3:37
2. Korn - „Liar” – 3:43
3. Iron Maiden - „The Trooper” (Live) – 4:12
4. Hatebreed - „To The Threshold „ (Previously Unreleased) – 2:51
5. Mudvayne - „Forget To Remember” – 3:34
6. Avenged Sevenfold - „Burn It Down” – 5:00
7. HIM - „Vampire Heart” – 4:46
8. Trivium - „A Gunshot To The Head Of Trepidation” – 5:56
9. Lamb of God - „Now You've Got Something To Die For” (Live) – 3:50
10. 10 Years - „Wasteland” – 3:50
11. Disturbed - „Guarded” – 3:20
12. As I Lay Dying - „Through Struggle” – 3:58
13. Lacuna Coil - „Our Truth” – 4:04
14. Underoath - „It's Dangerous Business Walking Out Your Front Door” – 3:59
15. Mastodon - „Blood & Thunder” – 3:48
16. Killswitch Engage - „A Bid Farewell” (Live) – 4:00
17. Black Label Society - „In This River” – 3:53
18. Bleeding Through - „Kill To Believe” – 3:57
19. In Flames - „Take This Life” – 3:35

Płyta 2:
1. Chimaira - „Nothing Remains” – 5:36
2. Bullet for My Valentine - „Suffocating Under Words of Sorrow (What Can I Do)” – 3:35
3. Arch Enemy - „Nemesis” – 3:59
4. It Dies Today - „Severed Ties Yield Severed Heads” – 3:02
5. Opeth - „The Grand Conjuration” (Edit) – 5:03
6. Norma Jean - „Liarsenic: Creating A Universe Of Discourse” – 4:09
7. DevilDriver - „Hold Back The Day” – 4:15
8. Still Remains - „The Worst Is Yet To Come” – 3:50
9. God Forbid - „The End Of The World” – 4:57
10. Throwdown - „Burn” – 3:12
11. From First to Last - „The Latest Plague” – 3:20
12. 36 Crazyfists - „I'll Go Until My Heart Stops” – 3:50
13. DragonForce - „Through The Fire And The Flames” (Edit) – 5:01
14. A Life Once Lost - „Vulture” – 3:23
15. High on Fire - „Devilution” – 4:45
16. Bloodsimple - „Sell Me Out” – 3:38
17. Haste the Day - „When Everything Falls” – 4:12
18. Walls of Jericho - „A Trigger Full Of Promises” (Previously Unreleased) – 3:49
19. Kingdom of Sorrow - „Buried In Black” (Previously Unreleased) – 4:05

## Lista utworów w wersji europejskiej
Płyta 1:
1. Slipknot - „Before I Forget” (Previously Unreleased Video Mix) – 4:23
2. Korn - „Liar” – 3:43
3. Soulfly - „Carved Inside"
4. Hatebreed - „To The Threshold „ (Previously Unreleased) – 2:51
5. Mudvayne - „Forget To Remember” – 3:34
6. Avenged Sevenfold - „Burn It Down” – 5:00
7. HIM - „Vampire Heart” – 4:46
8. Trivium - „A Gunshot To The Head Of Trepidation” – 5:56
9. Lamb of God - „Now You've Got Something To Die For” (Live) – 3:50
10. 10 Years - „Wasteland” – 3:50
11. Disturbed - „Guarded” – 3:20
12. As I Lay Dying - „Through Struggle” – 3:58
13. Lacuna Coil - „Our Truth” – 4:04
14. Underoath - „It's Dangerous Business Walking Out Your Front Door” – 3:59
15. Mastodon - „Blood & Thunder” – 3:48
16. Killswitch Engage - „A Bid Farewell” (Live) – 4:00
17. Black Label Society - „In This River” – 3:53
18. Bleeding Through - „Kill To Believe” – 3:57
19. In Flames - „Take This Life” – 3:35

Płyta 2:
1. Chimaira - „Nothing Remains” – 5:36
2. Bullet for My Valentine - „Suffocating Under Words of Sorrow (What Can I Do)” – 3:35
3. Arch Enemy - „Nemesis” – 3:59
4. It Dies Today - „Severed Ties Yield Severed Heads” – 3:02
5. Opeth - „The Grand Conjuration” (Edit) – 5:03
6. Norma Jean - „Liarsenic: Creating A Universe Of Discourse” – 4:09
7. DevilDriver - „Hold Back The Day” – 4:15
8. Still Remains - „The Worst Is Yet To Come” – 3:50
9. God Forbid - „The End Of The World” – 4:57
10. Throwdown - „Burn” – 3:12
11. From First to Last - „The Latest Plague” – 3:20
12. 36 Crazyfists - „I'll Go Until My Heart Stops” – 3:50
13. Behemoth - „Slaves Shall Serve"
14. A Life Once Lost - „Vulture” – 3:23
15. High on Fire - „Devilution” – 4:45
16. Bloodsimple - „Sell Me Out” – 3:38
17. Haste the Day - „When Everything Falls” – 4:12
18. Walls of Jericho - „A Trigger Full Of Promises” (Previously Unreleased) – 3:49
19. Kingdom of Sorrow - „Buried In Black” (Previously Unreleased) – 4:05